# شگفت‌تیغ‌سانان
شگفت‌تیغ‌سانان (نام علمی: Xenacanthiformes) نام یک راسته از زیررده نرم‌آبشش‌داران است.